# Arthur Andrews
Arthur Fleming Andrews (Muncie, 1 de setembro de 1876 – Long Beach, 20 de março de 1930) é um ex-ciclista olímpico norte-americano. Representou sua nação em quatro eventos (dois quais conquistou uma medalha de prata e bronze) nos Jogos Olímpicos de Verão de 1904, em St. Louis.